# 여수북초등학교
여수북초등학교는 대한민국 전라남도 여수시에 있는 공립 초등학교이다.

## 학교 연혁
- 1954년 12월 1일 여수미평국민학교 오만분교장 인가
- 1956년 4월 6일 여수북국민학교 인가
- 1982년 3월 5일 병설유치원 개원
- 1996년 3월 1일 여수북초등학교로 교명 변경
- 2016년 4월 28일 예뜨락 다목적교실 개관

## 참고 자료
- 여수북초등학교 - 한국교육학술정보원 학교알리미